# Ruční papírna Velké Losiny
Ruční papírna Velké Losiny je podnik vzniklý koncem 16. století v obci Velké Losiny na severu Olomouckého kraje. Vybudovat ji dal Jan mladší ze Žerotína v místech, kde dříve stával mlýn na obilí. Stalo se tak někdy mezi roky 1591 a 1596. Rok 1596 prokazatelně dokládá její nejstarší známá průsvitka. Firma je tak nejstarší papírenskou manufakturou na území střední Evropy, která navíc stále papír produkuje. Podle této společnosti vznikaly i na dalších místech Hané papírny (například v Jindřichově, Olšanech nebo Lukavici). Velkolosinská papírna je i nadále v provozu a vyrábí ruční papír pro evropské či americké zákazníky. V areálu sídlí také Muzeum papíru, které dokumentuje výrobu ručního papíru včetně její historie, a je zde též prodejna výrobků papírny a restaurace Losín. Objekt je kulturní památkou České republiky, od roku 2001 národní kulturní památkou a objevují se snahy zařadit jej i na seznam Světového dědictví UNESCO.